# Жариков, Николай Михайлович
Никола́й Миха́йлович Жа́риков (1920, Липецкая область — 19 июля 2013, Москва) — советский учёный и педагог, психиатр, доктор медицинских наук, профессор, заслуженный профессор ПМГМУ имени И. М. Сеченова (2005), член-корреспондент АМН СССР (1978). Лауреат Премии имени С. С. Корсакова АМН СССР (1977).

## Биография
Родился 20 августа 1920 года в деревне Уваровка, Липецкой области. 
С 1939 по 1943 год обучался на лечебном и военно-медицинском факультете Второго Московского государственного медицинского института.
С 1943 по 1945 год был участником Великой Отечественной войны в качестве военного врача медицинского санитарного батальона 19-го танкового корпуса 5-й танковой армии, был участником Курской битвы, сражения под Прохоровкой и битвы за Днепр, в боях дважды получил тяжелое ранение. С 1944 по 1946 год обучался на Высших военных курсах ГАУ РККА.
С 1946 по 1950 год обучался в аспирантуре Института психиатрии АМН СССР под руководством профессора В. А. Гиляровского. С 1950 по 1960 год на педагогической работе во Втором Московском государственном медицинском институте в должностях ассистента и доцента кафедры психиатрии. 
С 1960 по 1961 год на научной работе в ВНИИ судебной психиатрии имени В. П. Сербского в должности заместителя директора этого института по науке.  С 1961 по 1971 год на научной работе в Институте психиатрии АМН СССР в должностях: с 1961 по 1962 год — исполняющий обязанности 
директора этого института и с 1962 по 1971 — заведующий отдела эпидемиологии неврозов и психозов.
С 1972 по 1999 год на педагогической работе в Первом Московском государственном медицинском университете имени И. М. Сеченова в должности — заведующий кафедрой психиатрии.

### Научно-педагогическая деятельность
Основная научно-педагогическая деятельность Н. М. Жарикова была связана с вопросами в области психиатрии. Под руководством Н. М. Жарикова впервые в Советском Союзе изучались закономерности распространения и течения психических болезней методами эпидемиологии. H. М. Жариков являлся заместителем председателя Всесоюзного научного общества невропатологов и психиатров, консультантом Всемирной организации здравоохранения  (англ. World Health Organization, WHO) по вопросам общей эпидемиологии и психиатрии.
В 1950 году защитил кандидатскую и в 1960 году докторскую диссертацию по теме: «Клиника ремиссий при шизофрении в отдаленном периоде заболевания», в 1963 году получил учёное звание профессор. В 1978 году он был избран член-корреспондентом АМН СССР. В 2005 году ему было присвоено почётное звание заслуженный профессор ПМГМУ имени И. М. Сеченова. Под руководством Н. М. Жарикова было написано около ста научных работ, в том числе трёх монографий, при его участии и под его руководством было подготовлено 11 докторских и 19 кандидатских диссертаций. В 1977 году его монография  «Эпидемиологические исследования в психиатрии» была удостоена Премии имени С. С. Корсакова АМН СССР. Н. М. Жариков являлся членом редакционной коллегии журнала «Невропатология и психиатрия» и редактором редакционного отдела «Психиатрия»  третьего издания Большой медицинской энциклопедии.
Скончался 19 июля 2013 года в Москве.

## Награды
- Орден Ленина (1986)
- Орден Трудового Красного Знамени (1981)
- Орден Красной Звезды  (1943)
- Орден Отечественной войны I степени[2]